# 达濠岛
达濠岛位于广东省汕头市南部，是汕头市第二大岛，呈西北—东南走向，长19公里，宽9.5公里，岸线长59.6公里，面积82平方公里。西北临榕江入海口牛田洋，西南面为濠江而与陆地分隔，北部是汕头港，东临南海。海岸曲折，多海湾。交通便利，324国道和沈海高速公路分别从岛西北和中部穿过。